# 兔
兔，又称兔子，在汉语中一般为哺乳类兔形目兔科物种的总称，体型通常较小，各下级类群全球广布，对多地的自然生态系统及人类文化都有着一定影响。全世界分布最广的兔包括欧亚大陆的穴兔属和美洲的棉尾兔属，其中，穴兔属的穴兔的人类驯化史较长，数百个作为作家畜或宠物的驯化品种均由其培育而来。在英文中，兔属、红兔属物种以及粗毛兔称为（北美的兔属物种也称为），而其它属下的物种通常称为。
野生的兔通常独居或群居于洞穴或巢穴中，大多情况下为草食性，只有在極少數特殊狀況或環境下之下會通过肉食補充蛋白質。兔作为许多生态系统中顶级掠食者的猎物，其生理特性许多都是为规避其天敌而特化的，例如其视野较广，多为夜间活动，常对其所处的环境高度警觉，即使在睡眠状态下也常保持着眼睛睁开。其耳部血管密度较高，较大的表面积既利于探测天敌，也对体温调节有着重要作用。兔的后腿骨比前腿长，这样的结构使他们能够以高速跳跃逃离捕食者，或是在被捕捉时踢蹬自卫。此外，兔出血症和兔傳染性黏液瘤等传染病也是其一大威胁。
兔的繁殖速度快，孕期较短，每窝有4-12只幼崽，无特定繁殖季。虽然胚胎的死亡率较高，但在一些低级生态位较空缺的草原生态系统（例如澳大利亚）中能够通过快速繁殖构成物种入侵，造成生态系统的超负荷和破坏。
鼠兔为兔形目下的另一科（鼠兔科）的成员，有时被认为属于广义上的兔。

## 分类

### 历史
兔最早在瑞典博物学者卡尔·林奈1758年版的《自然系统》中被归入啮齿目，但当时的啮齿目成员混杂，除各种鼠类之外还包括犀牛等动物。19世纪，啮齿目逐渐被细分为多个亚目。1912年，供职于美国国家自然博物馆的古哺乳动物学者詹姆斯·吉德利将兔独立为兔形目，分类阶元上与啮齿目并列。
啮齿目与兔形目在形态结构及功能上有着诸多的差异。例如，兔形目的上颌门齿前后两排，共4枚，属于“双门齿”且为单层釉质；而啮齿目的上颌门齿仅一排，只有2枚，属于“单门齿”且为双层釉质。兔形目的齿隙缺牙少；而啮齿目的齿隙缺牙多。兔形目的颊齿（前臼齿和臼齿）为棱柱状的脊形齿，为典型的草食性动物齿冠；而啮齿目的颊齿为尖丘形齿，利于挤压研磨食物，是典型的杂食性动物齿冠。兔形目的门齿孔与后边的腭孔常合并为一个大孔；而啮齿目只有门齿孔，无腭孔。兔形目的咬肌弱；而啮齿目的咬肌强。兔形目的胫骨与腓骨愈合成一块骨骼；而啮齿目的胫骨与腓骨未愈合。兔形目的前肢不能摄取食物，有撞击功能，可以自卫或进攻；而啮齿目的前肢能摄取食物，无撞击功能。

### 类群列表
- 琉球兔屬 Pentalagus
  - 琉球兔（奄美短耳兔） Pentalagus furnessi
- 山兔屬 Bunolagus
  - 南非山兔（河兔） Bunolagus monticularis
- 蘇門兔屬 Nesolagus
  - 蘇門答臘短耳兔 Nesolagus netscheri
- 火山兔屬 Romerolagus
  - 火山兔（墨西哥兔） Romerolagus diazi
- 侏兔屬 Brachylagus
  - 侏兔 Brachylagus idahoensis
- 棉尾兔屬 Sylvilagus
  - 森林兔 Sylvilagus brasiliensis
  - Sylvilagus dicei
  - 林兔（英语：Brush Rabbit） Sylvilagus bachmani
  - Sylvilagus mansuetus
  - 水兔（英语：Swamp rabbit）（沼澤兔） Sylvilagus aquaticus
  - 澤兔（英语：Marsh rabbit） Sylvilagus palustris
  - 東部棉尾兔（佛羅里達棉尾兔） Sylvilagus floridanus
  - 新英格蘭棉尾兔 Sylvilagus transitionalis
  - 山棉尾兔 Sylvilagus nuttallii
  - 沙漠棉尾兔 Sylvilagus audubonii
  - 中墨林兔 Sylvilagus insonus
  - 南墨林兔（墨西哥棉尾兔） Sylvilagus cunicularis
  - 島林兔（格雷森棉尾兔） Sylvilagus graysoni
- 穴兔屬 Oryctolagus
  - 穴兔（家兔） Oryctolagus cuniculus
- 藪岩兔屬 Poelagus
  - 藪岩兔 Poelagus marjorita
- 岩兔屬 Pronolagus
  - 厚尾岩兔 Pronolagus crassicaudatus
  - 蘭德岩兔 Pronolagus randensis
  - 史氏岩兔 Pronolagus rupestris
- 粗毛兔屬 Caprolagus
  - 粗毛兔（阿薩密兔） Caprolagus hispidus
- 兔屬 Lepus
  - 北極兔 Lepus arcticus
  - 藪兔 Lepus saxatilis
  - 草兔 Lepus capensis
  - 衣索比亞野兔 Lepus habessinicus
  - Lepus starcki
  - 歐洲野兔 Lepus europaeus
  - 緬甸野兔 Lepus peguensis
  - 印度野兔（黑頸兔） Lepus nigricollis
  - 高原兔（灰尾兔） Lepus oiostolus
  - 雲南兔 Lepus comus
  - 雪兔 Lepus timidus
  - 白靴兔 Lepus americanus
  - Lepus othus
  - 草原兔（湯森氏兔） Lepus townsendii
  - 黑尾傑克兔 Lepus californicus
  - Lepus insularis
  - Lepus callotis
  - 黃喉兔 Lepus flavigularis
  - 羚羊兔 Lepus alleni
  - 华南兔Lepus sinensis
    - 台灣野兔 Lepus sinensis formosus

  - 日本兔 Lepus brachyurus
  - 東北兔（滿洲兔） Lepus mandschuricus
  - 塔里木兔（莎車兔、南疆兔） Lepus yarkandensis
  - Lepus castrovieoi
  - 韓國野兔 Lepus coreanus
  - 科西嘉島野兔 Lepus corsicanus
  - 大草原野兔 Lepus crawshayi
  - Lepus fagani
  - 格拉納達野兔 Lepus granatensis
  - 海南兔 Lepus hainanus
  - 蒙古兔（托氏兔） Lepus tolai
  - 非洲大草原野兔 Lepus victoriae
  - 馬拉威野兔 Lepus whytei
- †阿茲特蘭兔屬 Aztlanolagus 
  - †阿茲特蘭兔 Aztlanolagus agilis

## 文化

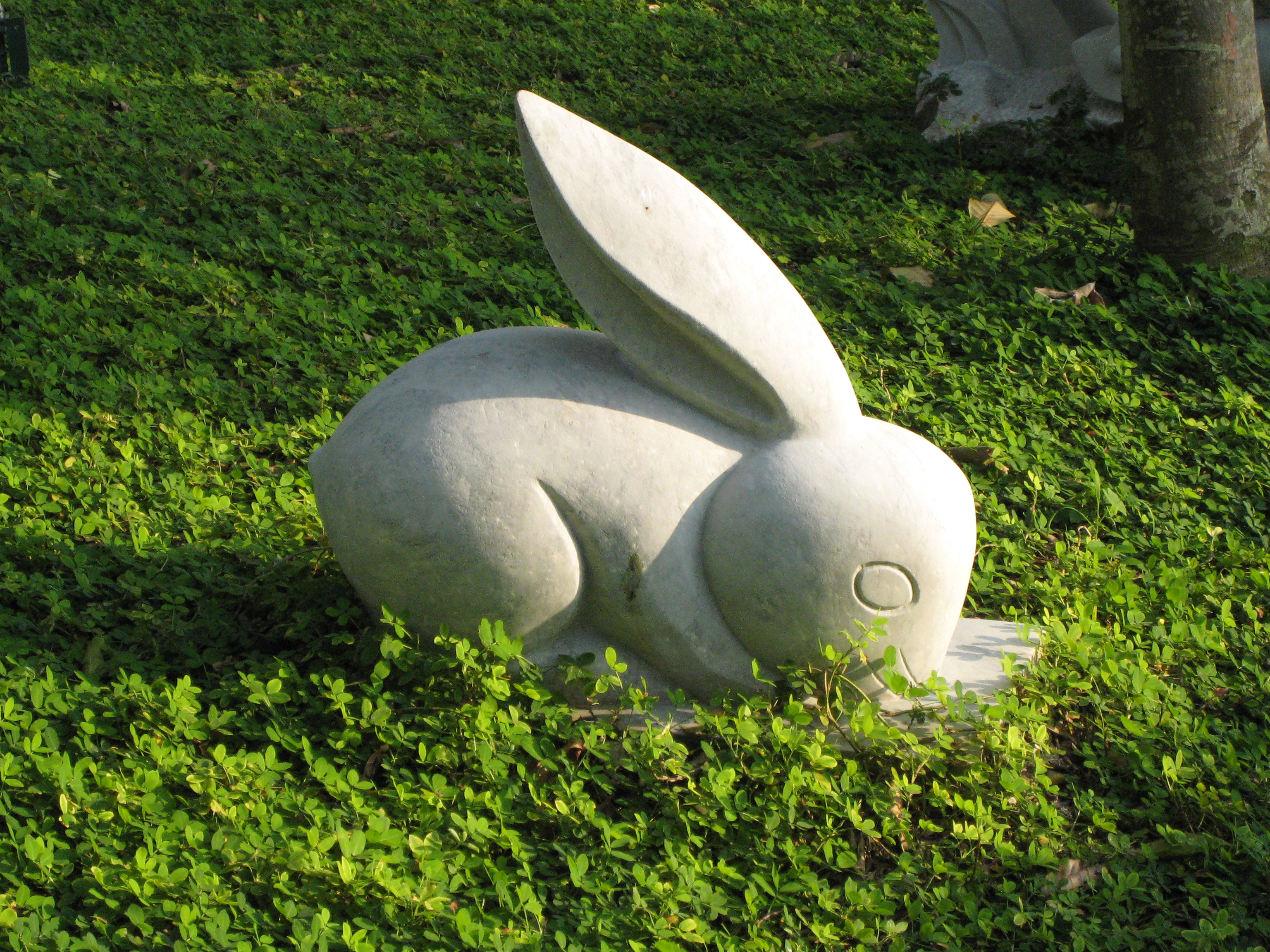
香港九龍寨城公園十二生肖像之兔

### 作為食物
兔子肉可食用，且在世界範圍內，兔肉是非常常見的肉類食品。兔子也是僅次於雞、鴨和豬，最常被屠宰取肉的動物。仅2013年一年，全球就有超過11億7千萬隻兔子被屠宰。

### 東方文化
- 兔是中国的十二生肖之一，排名第四，对应地支中的卯。
- 月兔的记载，首见于屈原的《楚辞·天问》：“夜光何德，死而又育？厥利维何，而顾菟在腹。”中國神話中的月兔在月亮上搗藥，在嫦娥奔月后，一直陪伴着她，甚至演变爲傳説中消除瘟疫的兔兒神。日本神話中的月兔則是在月亮上製造麻糬。朝鮮童謠《小白船》（原名《半月》）也提到月中有兔。
- 古代汉族有“挂兔头”的风俗。据宋陈元规《岁时广记》引《岁时杂记》载：每逢农历正月初一，人们用麵兔头，以竹筒盛雪水，与年幡、面具同挂门额上，以示镇邪禳灾。
- 汉族有赠兔画的育儿传统。画中有六个孩子围着一张桌子，桌上站一人手持兔子的吉祥图，祝受赠的孩子将来生活安宁，步步高升。
- 中国山东一些地区的渔民有“兔塞怀”的习俗。每年谷雨或清明，妻子待丈夫一进屋，便出其不意地把一只象征吉祥、幸福的白兔往丈夫怀里塞，以保出海平安，捕鱼丰收。
- 兔儿爷是老北京的传统玩具。
- 《小兔子乖乖》由“中国儿童歌舞之父”黎锦晖创作于1920年，是一首经典童谣，歌词简洁易懂，讲述兔妈妈走后，大灰狼冒充兔妈妈，试图进屋吃掉兔宝宝，然被兔宝宝识破的故事。歌曲诣在教育孩子不要给陌生人开门，非常适合学龄前儿童。[8]
- 中国现代动漫作品《那年那兔那些事兒》以“兔子”形象代表中国人。在现实中，也会有人用“兔子”指代“中国人”或“中华人民共和国”。[9]

### 西方文化
- 基督教国家以兔子作為復活節的象徵之一，請參閱：復活兔。
- 在美洲大陸，認為兔子的腳能帶來幸運，請參閱：幸运兔脚。在沙盒游戏我的世界（Minecraft/創世神）中，兔子脚是一种与酿造有关的道具。
- 美国福特汽車的商標採用福特英文“Ford”字樣，藍底白字。由於創始人亨利·福特喜歡小動物，商標設計者把“Ford”畫成形似奔跑的白兔圖案。
- 美国爱达荷州冰淇淋品牌“蓝兔子（英语：Wells Enterprises Blue Bunny）”最初的商标是一只蓝兔在英文“Blue Bunny”上奔跑；新一代商标白底蓝字，把首字母“B”画成兔子的侧影图案。[10]
- 瑞士雀巢旗下巧克力品牌Nesquik（英语：Nesquik） （页面存档备份，存于）的吉祥物是一只名为Quicky（英语：Quicky）的棕色兔子。
- 美国男性成人雜誌花花公子以一只礼服兔子的剪影为商標，并由此衍生兔女郎文化。
- 美国劲量电池的吉祥物是一只名为Energizer Bunny（英语：Energizer Bunny）的粉色兔子。
- 美国金霸王电池的吉祥物是一只名为Duracell Bunny（英语：Duracell Bunny）的粉色兔子。

#### 西方传说生物

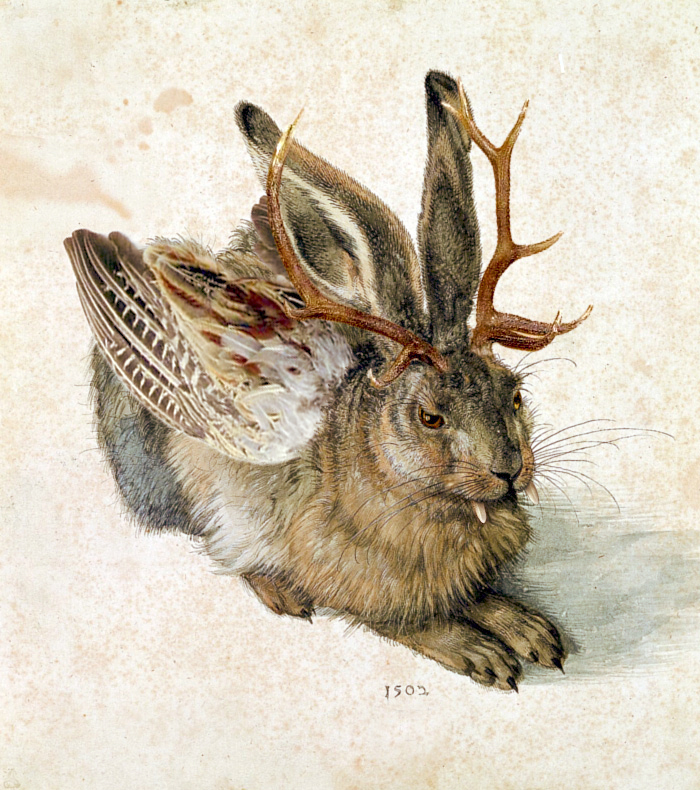
沃尔珀丁格的画像

- 加卡洛普 － 美國懷俄明州，長鹿角的兔子。
- 沃尔珀丁格 － 德國巴伐利亞州，長鹿角，有翅膀和尖牙的兔子。
- Skvader（英语：Skvader） － 瑞典，有翅膀和松雞尾的兔子。

### 體育界
- “野兔”在體育界的某些項目中被認為是速度的象征，一些以速度見長的運動員被冠以野兔的花名，如澳洲著名網球運動員萊頓·休伊特[11]。
- 在某些跑步赛事（比如马拉松）中，兔子是定速员的俗称。一般是比赛赛会组委会聘请来控制比赛节奏，帮助参赛选手更好地发挥，甚至破纪录的陪跑人員，多在中长跑比赛中出现。

### 以兔命名的人造物
- 大白兔奶糖
- 富士兔子速克达
- 超级白兔号列车
- 玉兔号月球车
- 玉兔二号月球车

### 有兔的西太平洋風暴名稱
- 颱風玉兔，由中國命名
- 颱風天兔，由日本命名

### 作品中的虚构兔
- 爱宠大机密
- 拔萝卜
- 白兔 (爱丽丝梦游仙境)
- 粉红兔兔 (卡娜赫拉的小动物)
- 邦尼快乐城（英语：Bunnytown）
- 彼得兔
- 布雷尔兔（英语：Br%27er_Rabbit）
- 超级无敌掌门狗：人兔的诅咒
- 超人兔（英语：Simon (French TV series)）
- 闯兔堂
- 疯狂动物城
- 疯狂兔子系列
- 功夫兔与菜包狗
- 咕咚来了
- 怪兔乐奇（英语：Rekkit Rabbit）
- 龟兔赛跑
- 哈里兔子（英语：Harry the Bunny）
- 监狱兔
- 蓝兔（虹猫蓝兔七侠传）
- 劳拉兔
- 兔子小队(蔚蓝档案)
- 流氓兔
- 露比（宝石宠物）
- 萝卜回来了
- 冒险王兄弟兔（英语：The Adventures of Brer Rabbit）
- 美国兔子的冒险（英语：The Adventures of the American Rabbit）
- 美乐蒂
- 萌浪兔（英语：Molang）
- 米菲兔
- 棉尾兔彼得（英语：Here Comes Peter Cottontail）
- 魔术师和兔子
- 那年那兔那些事儿
- 琪琪（可爱巧虎岛）
- 全力兔
- 瑞贝卡（小猪佩奇）
- 瑞比（小熊维尼）
- 绒布小兔子（英语：The Velveteen Rabbit）
- 三个邻居
- 桑普 (小鹿斑比)（英语：Thumper (Bambi)）（小鹿斑比）
- 森贝儿家族
- 兔八哥
- 兔斯基
- 兔田佩克拉
- 兔兔阿麦和路比（英语：Max & Ruby）
- 兔侠（英语：Legend of a Rabbit）
- 兔子，等着瞧！
- 兔子帮
- 兔子罗杰
- 兔子镇的火狐狸（英语：Agent F.O.X.）
- 挖道兔
- 我知道
- 沃特希普荒原
- 小兔班杰明
- 小兔淘淘
- 小玉（非人哉）
- 有趣的小兔子（英语：Funny Little Bunnies）
- 越战狂想曲
- 杂牌拯救队
- 长大尾巴的兔子
- 拯救小兔
- 兔兔Cony (LINE Friends)
- 年糕兔

## 著名栖息地
- 大久野島

## 兔子圖集

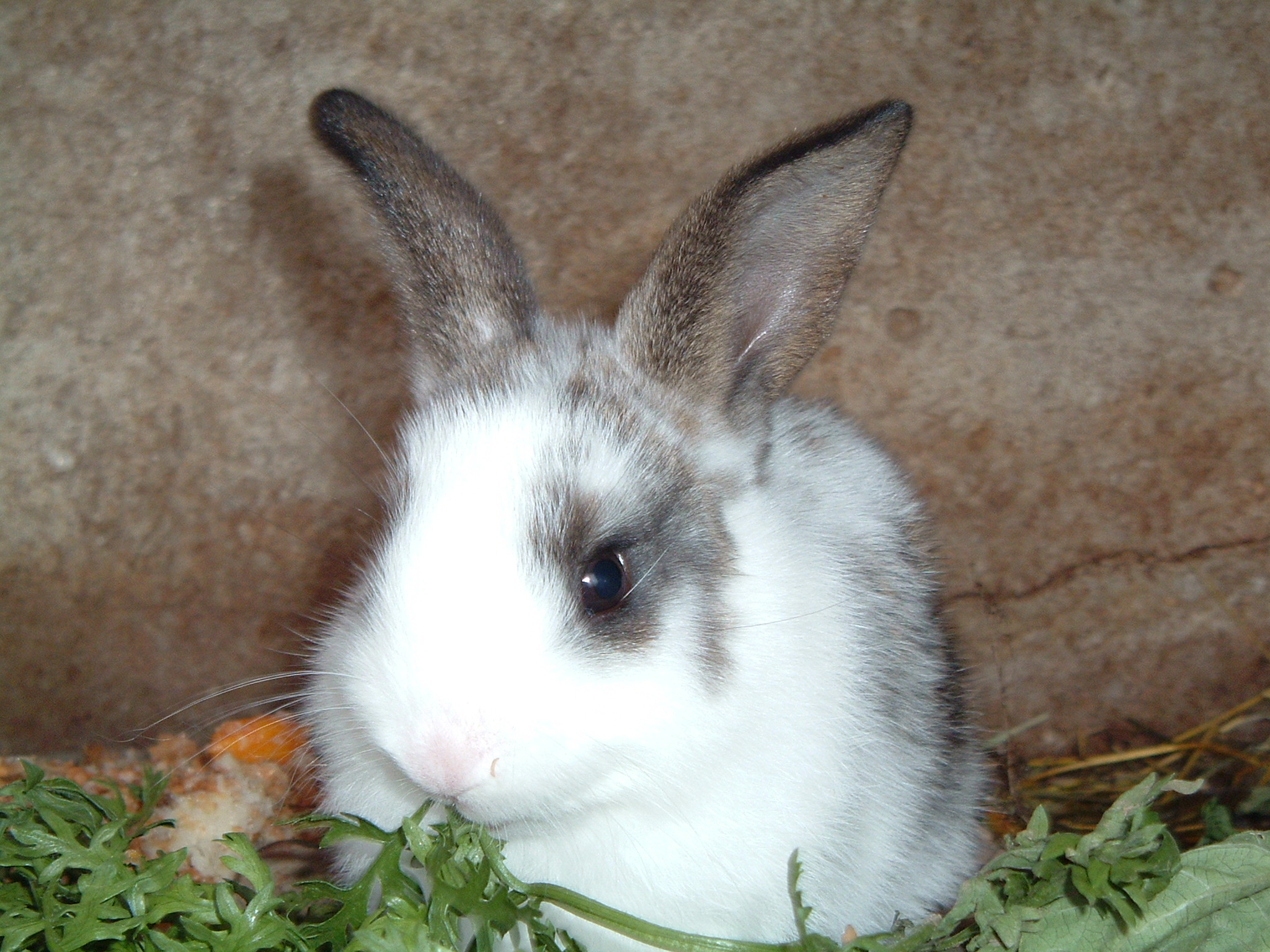
正在吃牧草的兔子
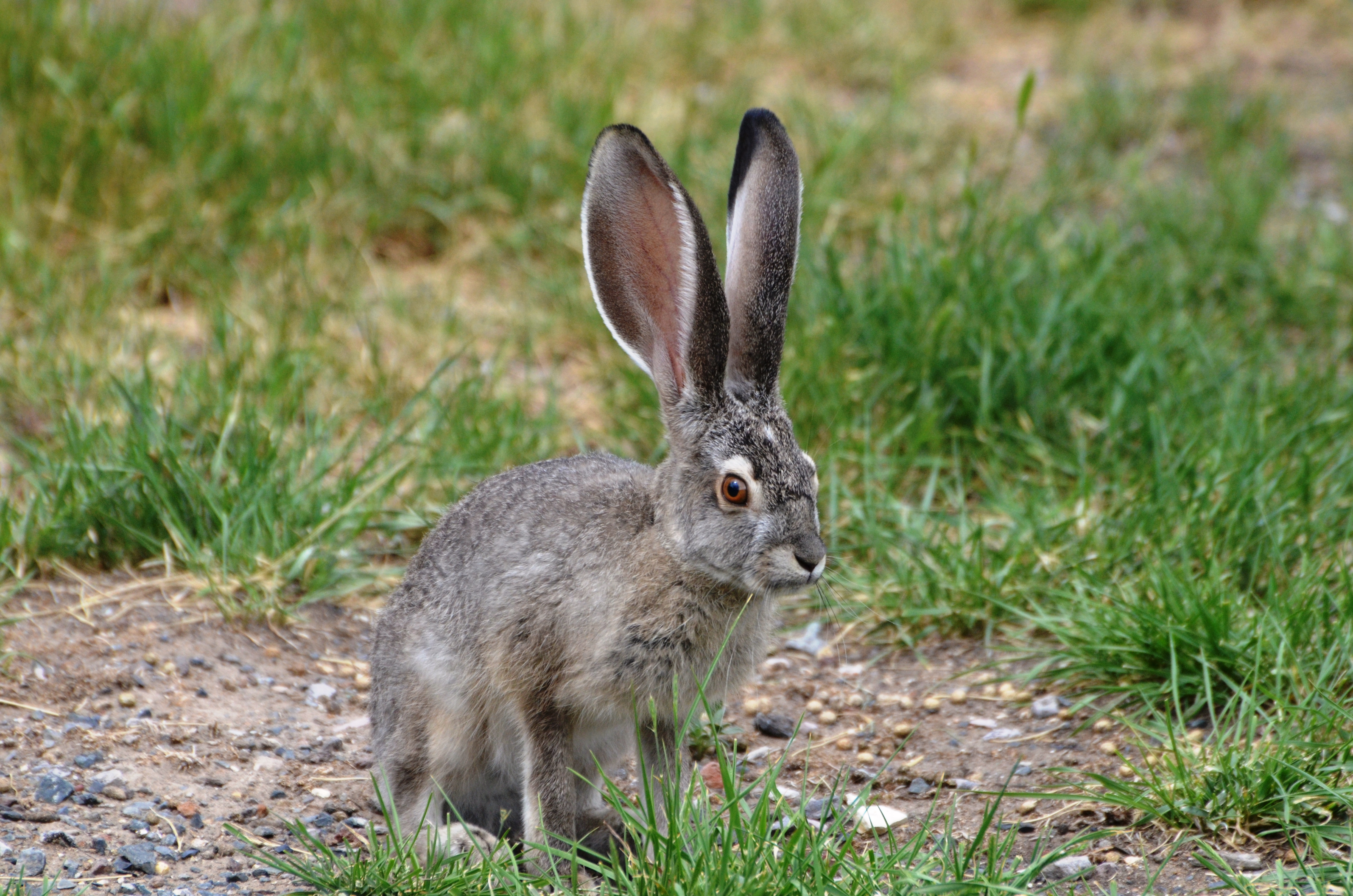
野兔
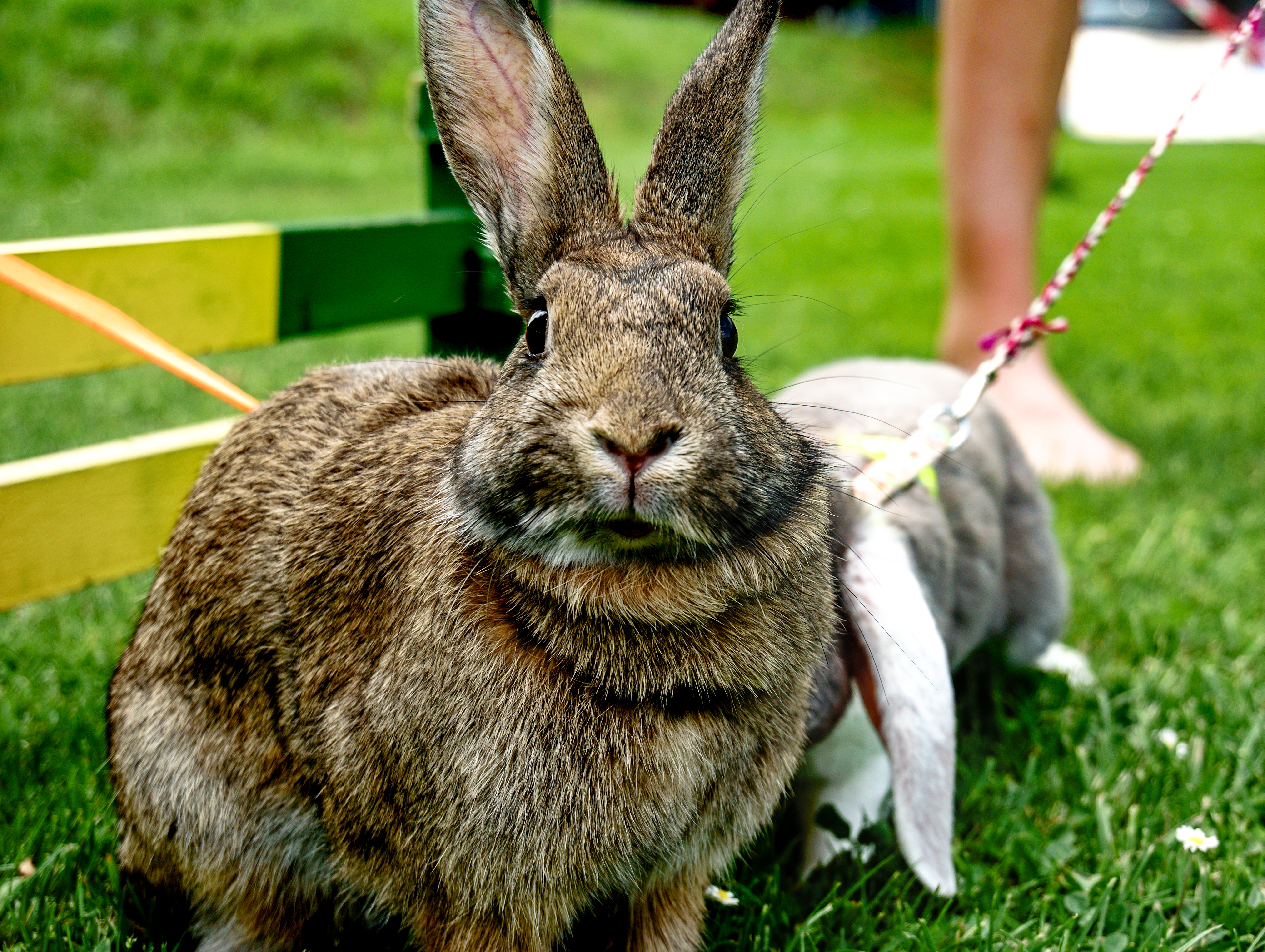
寵物兔
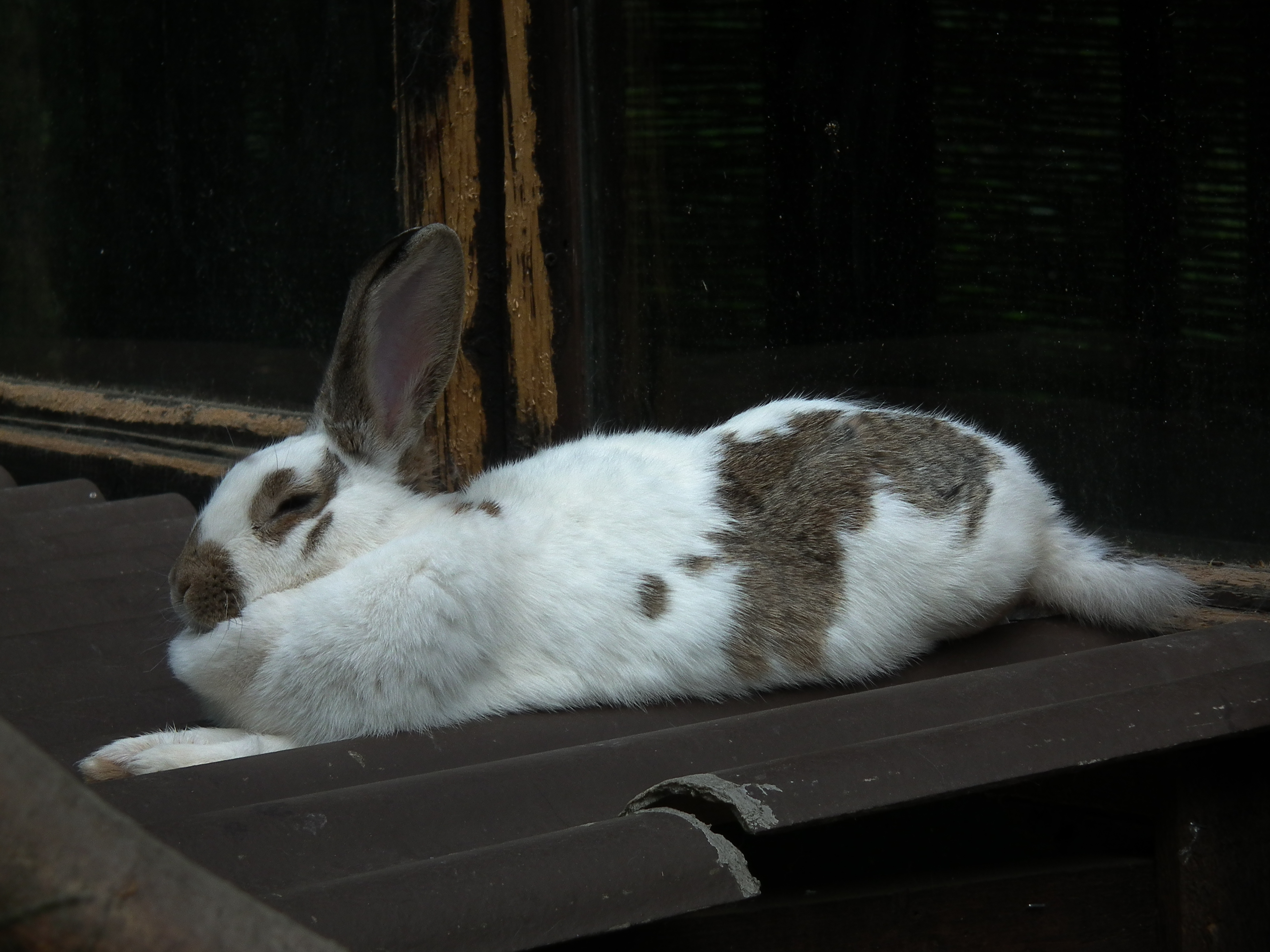
睡覺的家兔
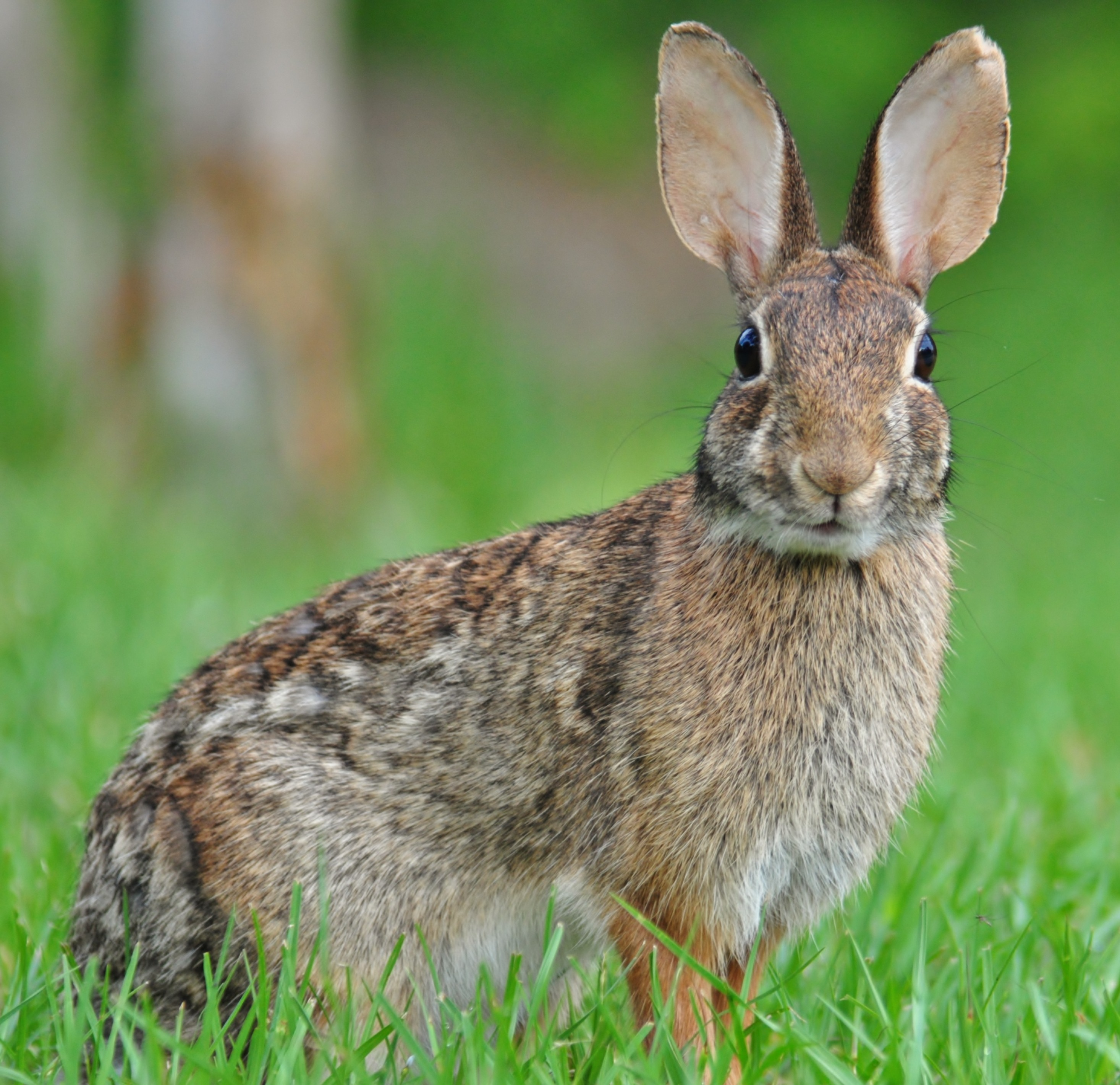
好奇的棉尾兔
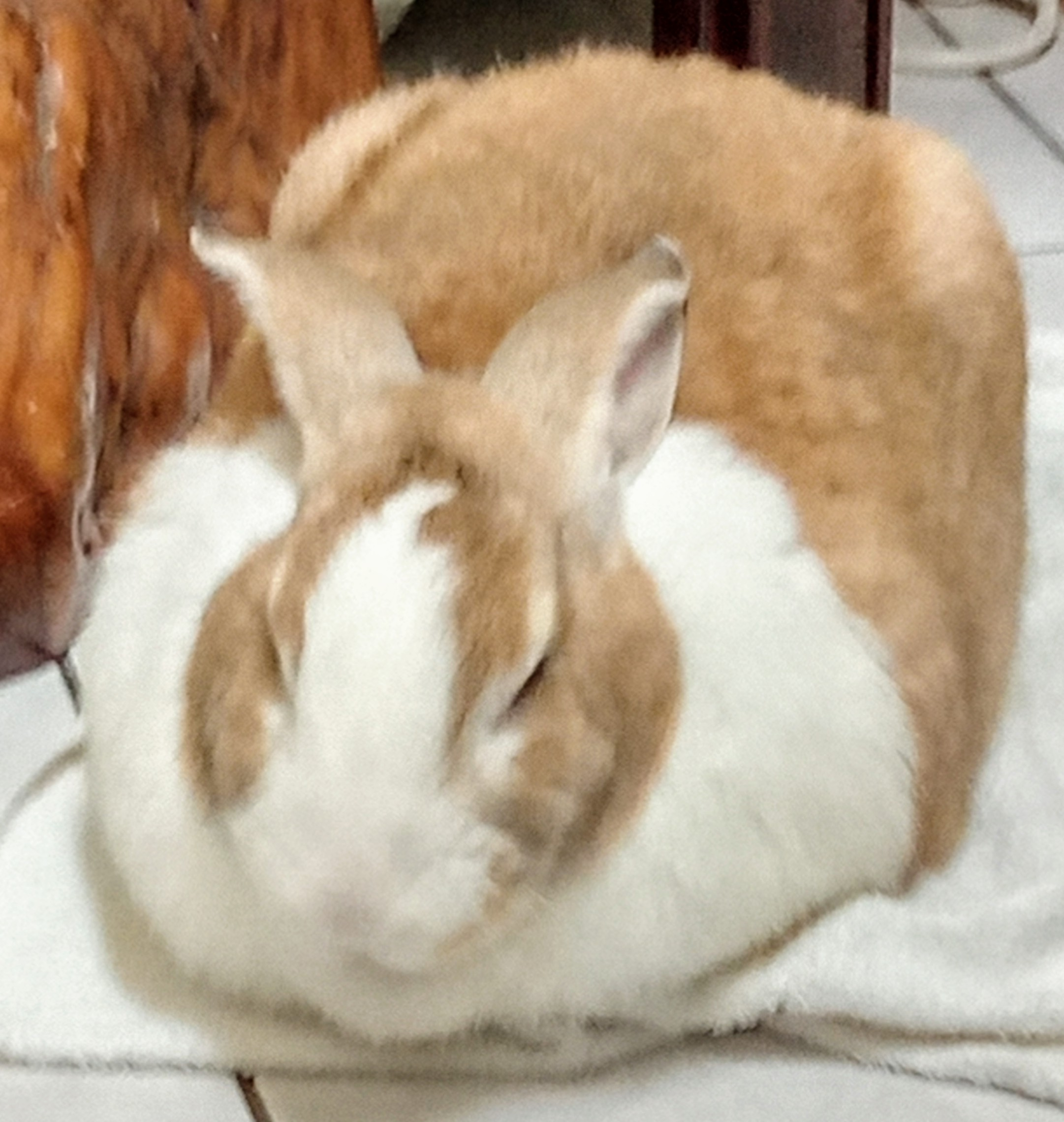
在休息的兔子
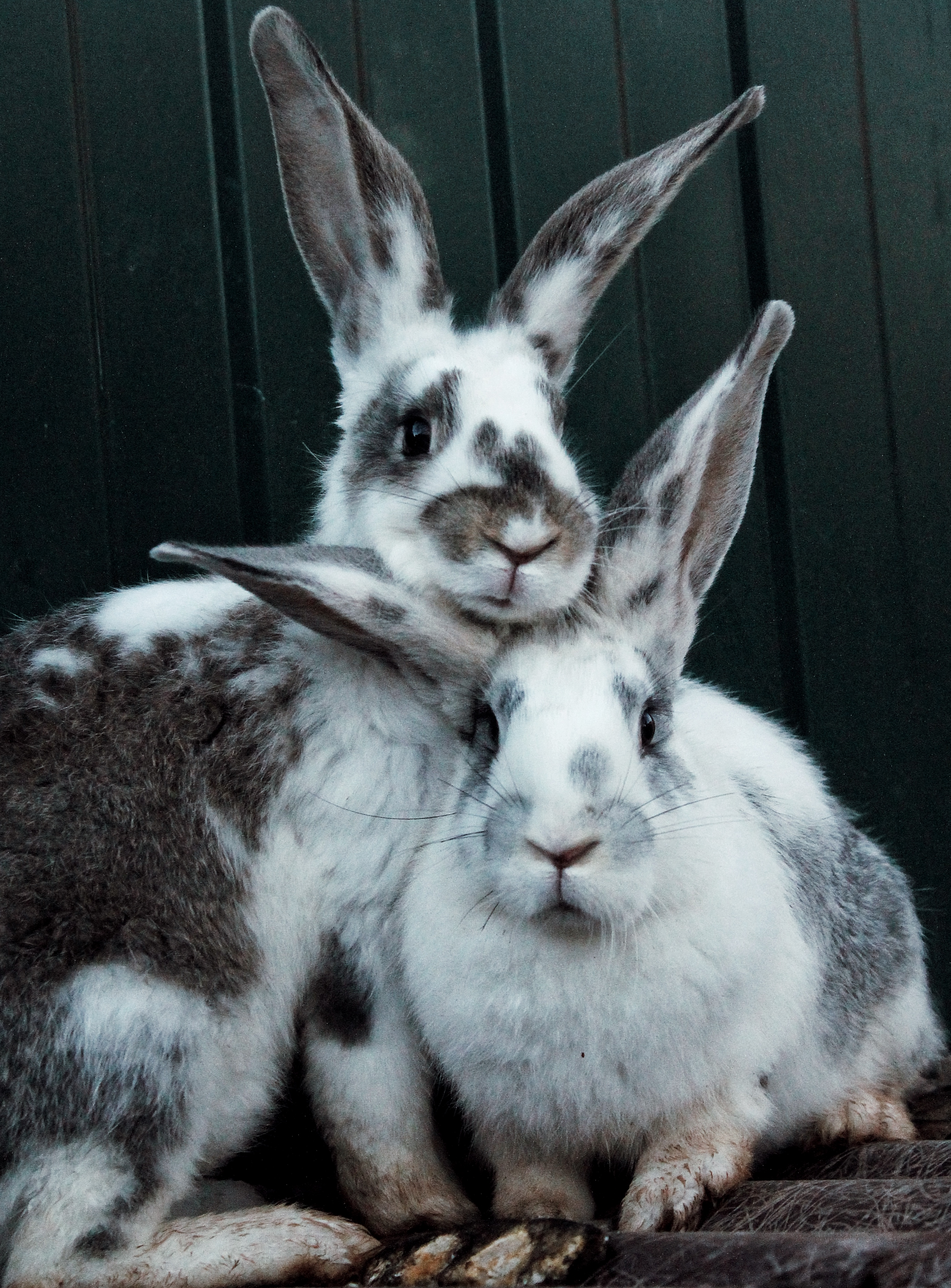
兩個兔子
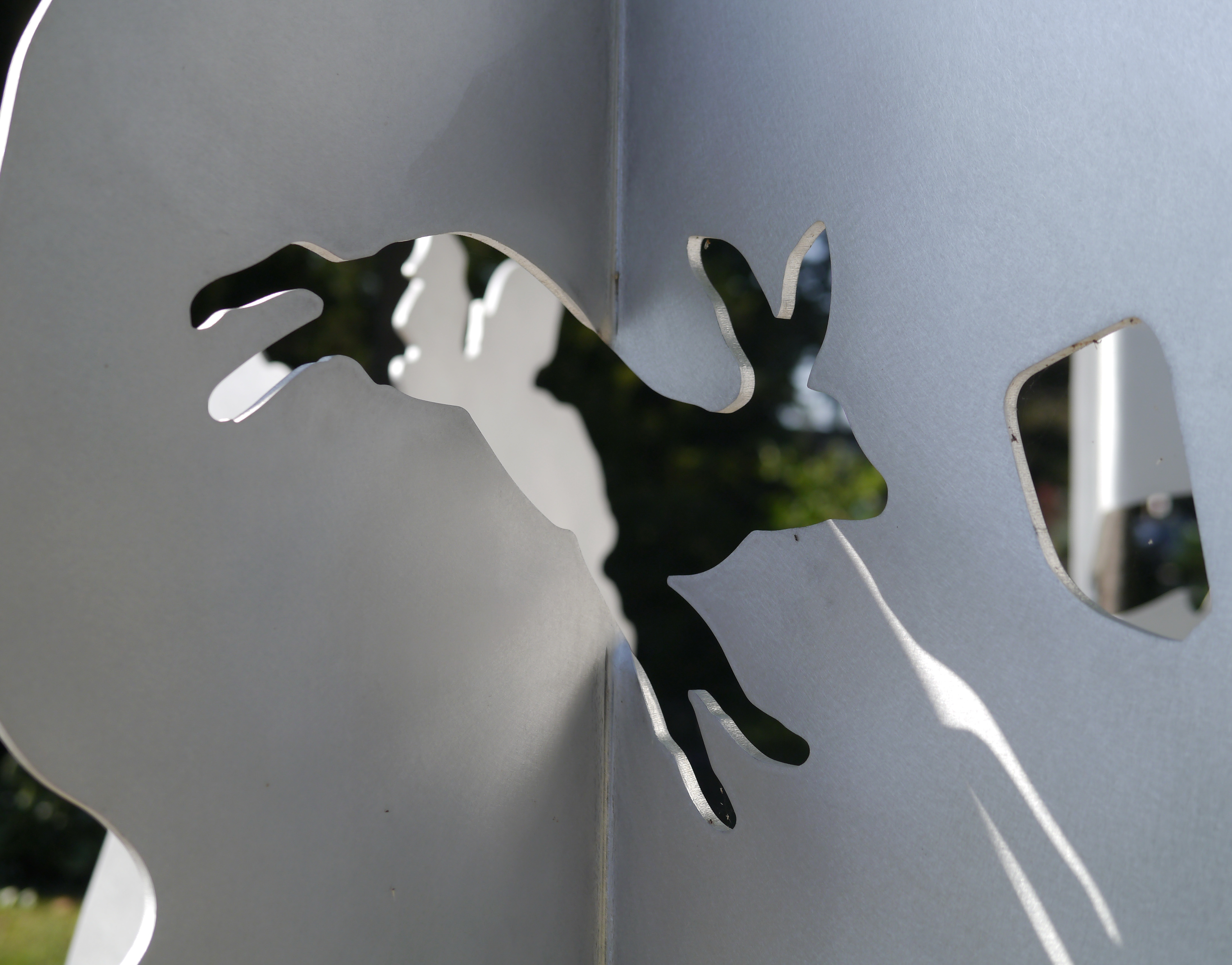
兔子剪影
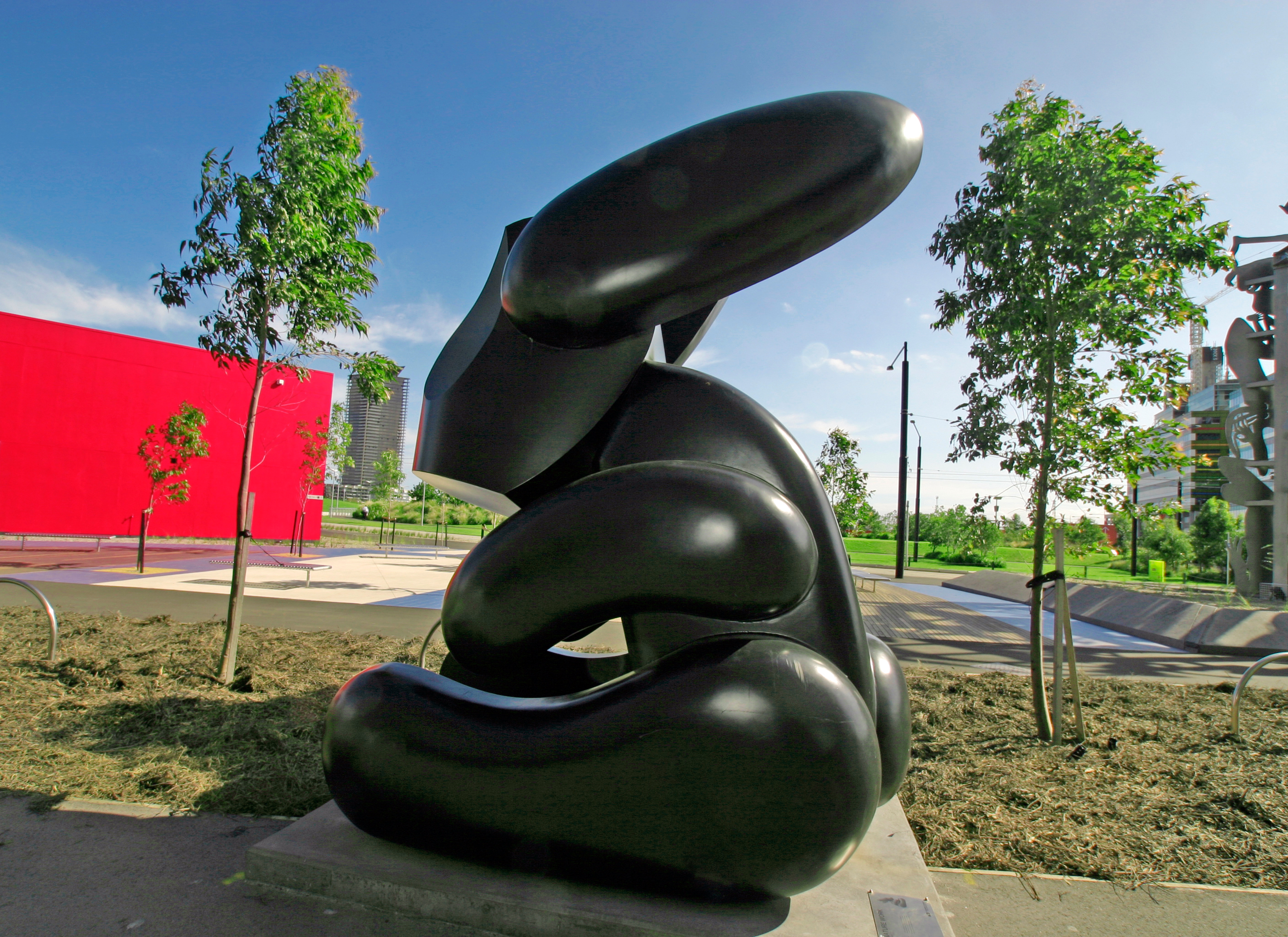
兔子雕塑作品
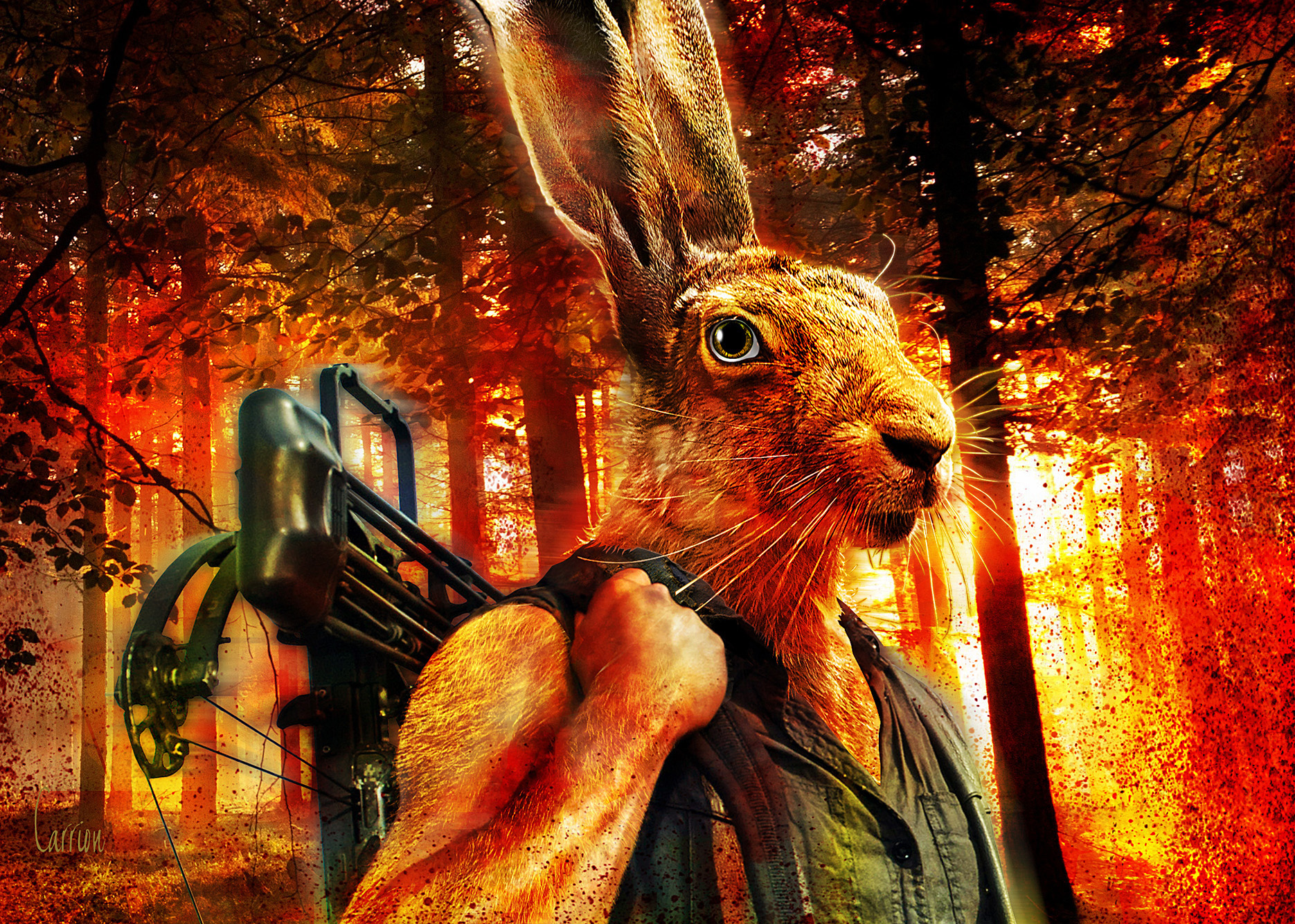
擬人化的兔子
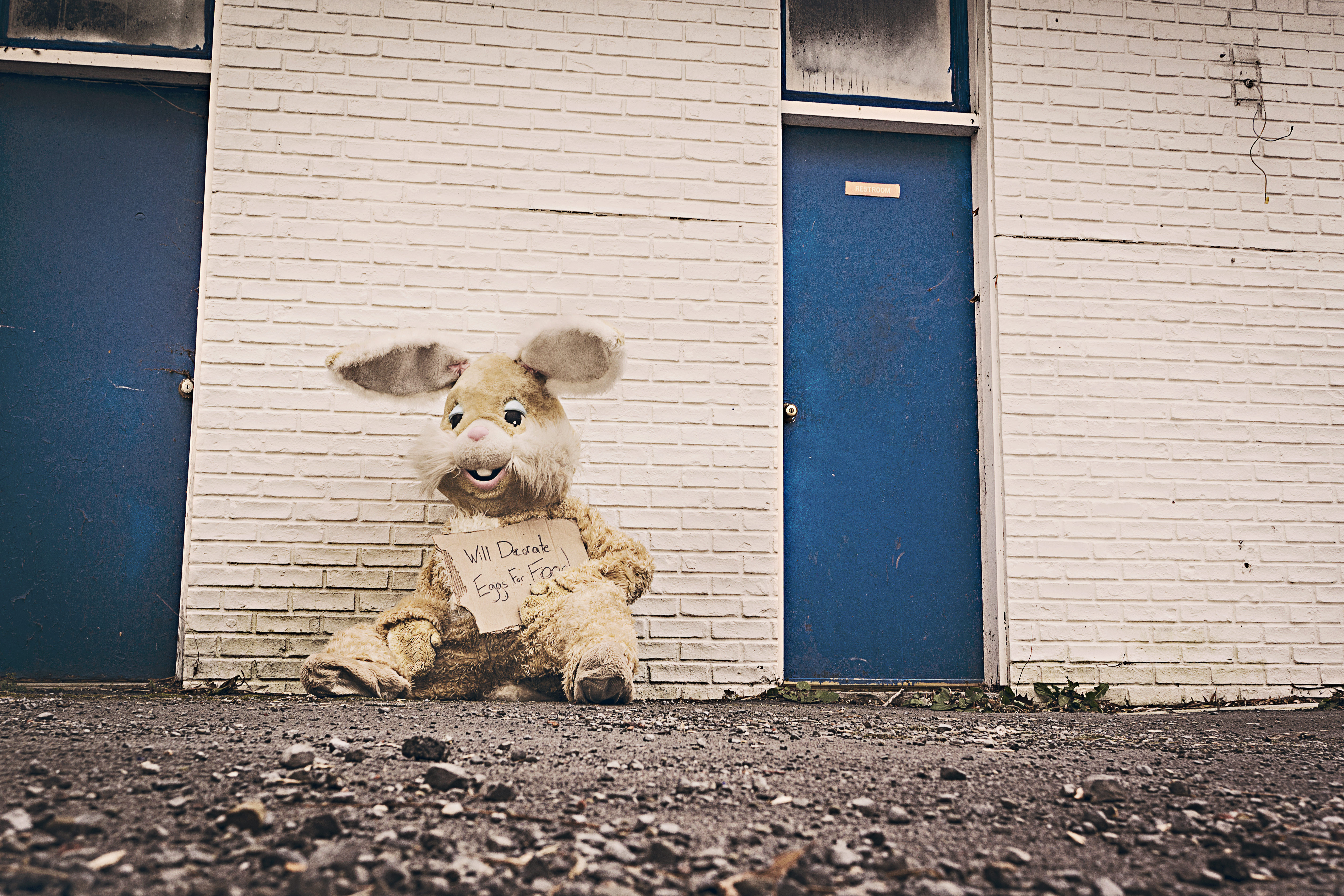
兔子玩偶
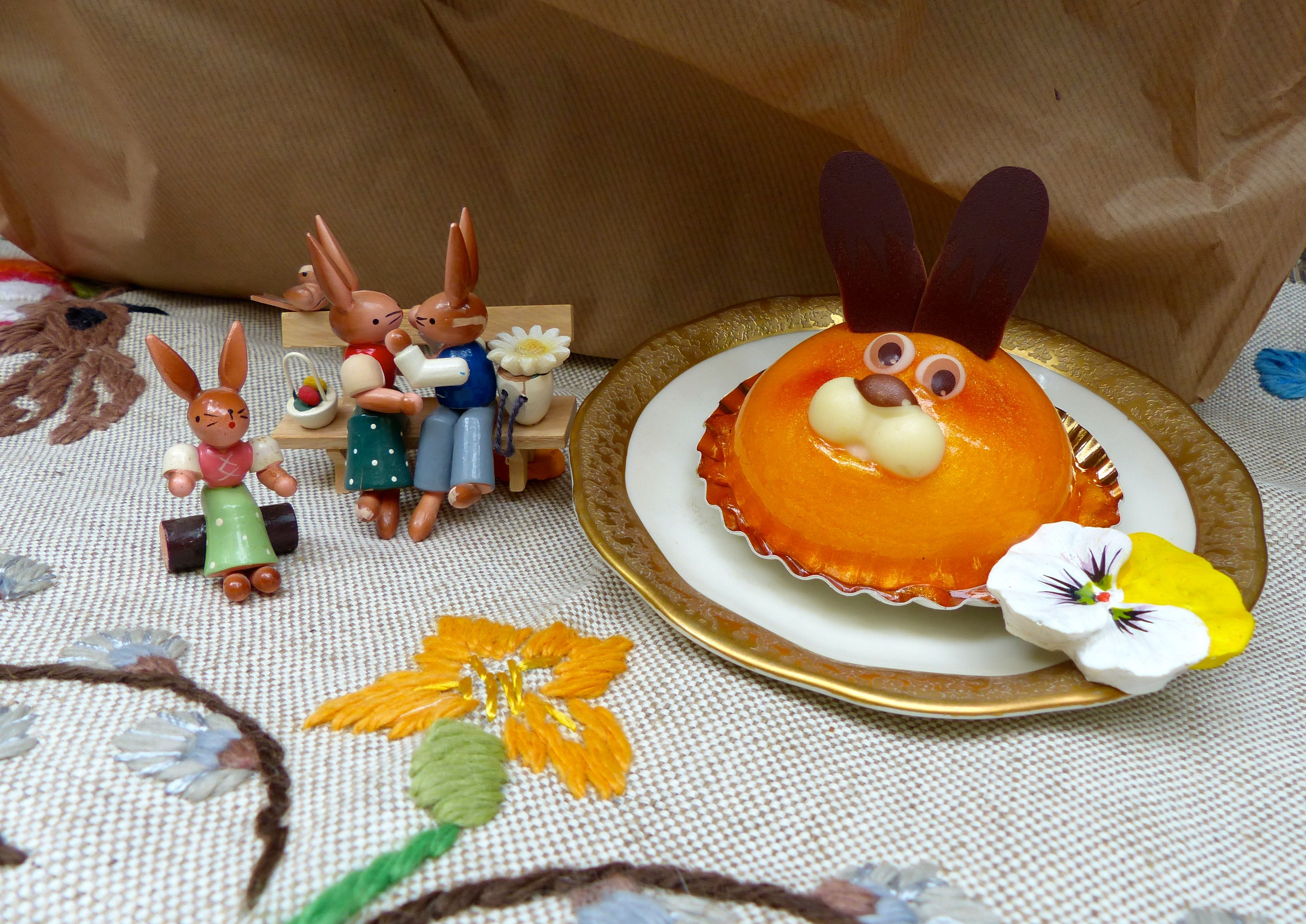
復活節兔子甜點和兔子木偶